# Suctobelbella tricornuta
Suctobelbella tricornuta är en kvalsterart som beskrevs av Sandór Mahunka 1989. Suctobelbella tricornuta ingår i släktet Suctobelbella och familjen Suctobelbidae. Inga underarter finns listade i Catalogue of Life.